# Jon Aurtenetxe
Jon Aurtenetxe Borde est un footballeur espagnol, né le 3 janvier 1992 à Amorebieta-Etxano au Pays basque, en Espagne. Il évolue comme arrière gauche.

## Palmarès
- Espagne -19 ans
  - Championnat d'Europe des moins de 19 ans
    - Vainqueur : 2011.